# Bolko von Hochberg

Bolko von Hochberg

Hans Heinrich XIV. Bolko Graf von Hochberg (* 23. Januar 1843 in Schloss Fürstenstein, Landkreis Waldenburg, Provinz Schlesien; † 1. Dezember 1926 in Bad Salzbrunn, Provinz Niederschlesien) war ein deutscher Diplomat, Intendant und Komponist.

## Leben
Bolko von Hochberg entstammte dem Adelsgeschlecht der Grafen von Hochberg. Er war der jüngste Sohn von Hans Heinrich X. von Hochberg, Fürst von Pleß und dessen erster Gemahlin Ida, geborene von Stechow-Kotzen. In Breslau besuchte er das Maria-Magdalenen-Gymnasium, das er 1861 mit dem Abitur verließ. Nach einem Studium in Berlin (u. a. bei Friedrich Kiel) und Bonn arbeitete er in Sankt Petersburg. Aber schon bald ging er zurück nach Schlesien, um sich mit seinem musikalischen Studium zu beschäftigen. Er schrieb bis 1906 eine Oper, zwei Sinfonien, ein Klavierkonzert, Trios, Quartette und zahlreiche Chor- und Solo-Lieder.
Im Jahr 1864 wurde sein Singspiel Claudine von Villa bella aufgeführt, dem 1876 die Oper Die Falkensteiner folgte. 1876 gründete er unter beträchtlichen finanziellen Opfern die Schlesischen Musikfeste, von denen er 19 bis zum Jahre 1925 leitete. Sie fanden meist in Görlitz statt. 1886 wurde er als Nachfolger Botho von Hülsens General-Intendant der königlichen Schauspiele in Berlin. 1898 gelang Hochberg die Verpflichtung von Richard Strauss als Hofkapellmeister an die Hofoper unter den Linden. Ende 1902 nahm er wegen eines Konfliktes mit dem kaiserlichen Hof seinen Abschied. Danach lebte er wieder in Rohnstock (seinem Landsitz in Schlesien) und widmete sich seiner Musik. 1910 wurde er zum Ehrenbürger von Görlitz ernannt und 1913 zum Königlich Preußischen Professor. Seine Werke waren nach dem Zweiten Weltkrieg überall verstreut und wurden von seinem Urenkel Peter Graf von Hochberg zusammen mit dem Pianisten und Dirigenten Michael Collins in den letzten Jahren wieder zusammengetragen. Seine Lieder sind inzwischen wieder vertont und auf einer CD erhältlich.
Von 1858 bis zu seinem Tod war er Besitzer von Schloss Rohnstock, in dem er auch wohnte. Graf Bolko baute im Jahre 1870 Schloss Rohnstock um und schuf dort wohnliche Verhältnisse.
Bolko von Hochberg gehörte zu der Gruppen von Intendanten und Sprachwissenschaftlern, die 1898 die Schaffung einer standardisierten „Deutschen Bühnenaussprache“ anregten und begleiteten (Hauptautor Theodor Siebs, 19. Aufl. 1969, Nachdruck 2000).

## Streichquartett
Hochberg unterhielt 1872 bis 1876 in Dresden ein eigenes Streichquartett, zu dessen Mitgliedern Robert Hausmann (Violoncello) gehörte.